# Crataegus spes-aestatum
Crataegus spes-aestatum — вид квіткових рослин із родини трояндових (Rosaceae).

## Біоморфологічна характеристика
Це дерево чи кущ 30–60 дм заввишки. Нові гілочки сивуваті, 1-річні червонувато-коричневі, старші ± блідо-сірі; колючки на гілочках відсутні чи мало, прямі чи злегка вигнуті, 1-річні сріблясто-чорні, тонкі, 2.5–6 см. Листки: ніжки листків 0.7–1.5 см, 18–25% від довжини пластини, густо запушені молодими, потім ± голі, рідко сидячо-залозисті; пластини ромбо-еліптичні, 4–6 см (3–4 см у період цвітіння), основа клиноподібна, часток по 3 або 4 з боків, верхівки часток гострі, краї пилчасті, верхівка загострена, нижня поверхня слабо запушена, по жилках густо запушена молодою, верх шершаво запушений у молодості. Суцвіття 6–12-квіткові. Квітки 20–22 мм у діаметрі; тичинок 20; пиляки жовті чи кремові. Яблука червоні, майже кулясті, 10 мм у діаметрі, голі, коротко запушені біля основи та верхівки. Період цвітіння: квітень; період плодоношення: вересень і жовтень.

## Ареал
Ендемік штатів Іллінойс і Міссурі (США).
Населяє чагарники, пагорби, сухі відкриті ліси, алювіальні береги струмків; росте на висотах 100–200 метрів.